# Dhimitër Antoni
Dhimitër Antoni (ur. 1922 w Tiranie, zm. 1995) – albański publicysta, historyk i archiwista.

## Życiorys
W latach 40. założył Albańskie Archiwum Państwowe (alb. Arkivi i Shtetit Shqiptar).
Znał języki francuski, włoski, rumuński i osmański.

## Prace naukowe[2][3][4]
- Më thelbësorja mbrojtja, pasurimi dhe sistemimi dhe studimi i bibliotekës së klerit katolik shqiptar.
- Studimi i 11 vjet mbretërimi të Ahmet Zogu
- Studimi i familjeve tregtare shkodrane të famshme në Evropë
- Studimi nga fondi i Rilindja Kombëtare
- Studimi i periudhës së pushtimit fashist ose luogo tenenca

## Życie prywatne
Syn Flory Nishku. Jego dziadek od strony matki, Nikolla Nishku, wziął udział w podniesieniu w Tiranie albańskiej flagi w dniu 26 listopada 1912 roku.